# Otsu Yuki
Otsu Yuki (sinh ngày 24 tháng 3 năm 1990) là một cầu thủ bóng đá người Nhật Bản.

## Đội tuyển bóng đá quốc gia Nhật Bản
Otsu Yuki thi đấu cho đội tuyển bóng đá quốc gia Nhật Bản từ năm 2013.

## Thống kê sự nghiệp
| Đội tuyển bóng đá Nhật Bản | Đội tuyển bóng đá Nhật Bản | Đội tuyển bóng đá Nhật Bản |
| Năm                        | Trận                       | Bàn                        |
| -------------------------- | -------------------------- | -------------------------- |
| 2013                       | 2                          | 0                          |
| Tổng cộng                  | 2                          | 0                          |